# NGC 2298
NGC 2298 (другие обозначения — GCL 11, ESO 366-SC22) — шаровое скопление в созвездии Корма.
Этот объект входит в число перечисленных в оригинальной редакции «Нового общего каталога».
NGC 2298 является одним из самых маленьких шаровых скоплений в Млечном Пути. Профиль сегрегации масс скопления соответствует профилю, полученному в результате моделирования без центрального массивного объекта.